# 旅芸人
旅芸人（たびげいにん、英: itinerant performer）とは、旅をしながら芸をする芸人、またはそれを行う事で金銭を得、生計を立てている人。

## 歴史

### サーカス
動物の芸、人間の曲芸を見世物とするサーカスの原型は古代エジプト時代にあり、円形の劇場において実施するようになったのは古代ローマ時代からとされている。
中世、近世と継承された大小様々な見世物興行は1772年にイギリスで近代サーカスとなり、全国を地方巡業する現在の形となった。

### 奇術師
奇術（奇術師）の歴史は古く、演目の1つ「カップ・アンド・ボール (英: Cup and Ball)」は古代エジプトのベニハッサン村の4,000年以上前のものと推測されている洞窟壁画にそれらしきものが描かれている。紀元前1700年頃のものと考えられている書物（ウェストカー・パピルス）には当時のファラオの前で演じた奇術師の様子が詳細に描かれている。

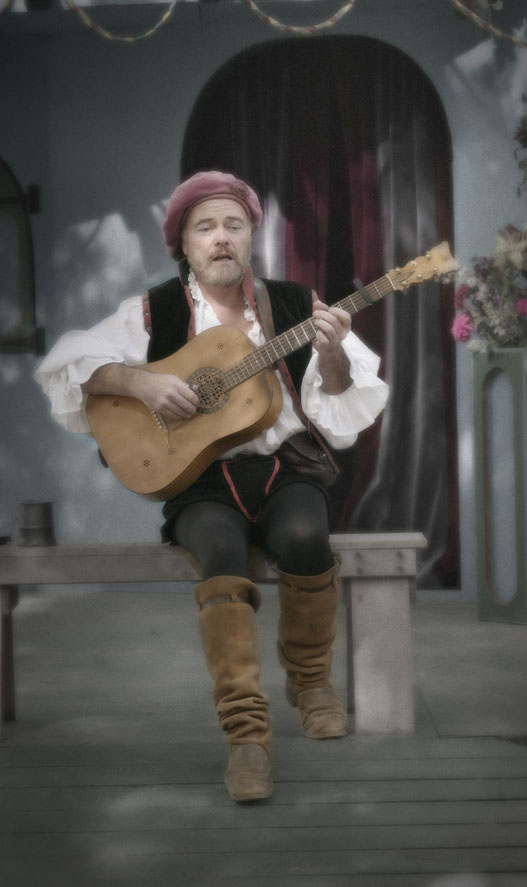
吟遊詩人

### 歌、音楽、吟遊詩人
11世紀にトルバドゥールが登場。騎士や宮廷風の愛などをテーマにした曲を歌った。北フランスに伝播し、12世紀後半にトルヴェール（Trouvère）へと変化し盛んになり、ドイツではミンネザングを歌うミンネゼンガーに変化した。

### 日本
『万葉集』には「遊行女婦」として記載があり、古くは巫女舞などによる宗教の伝播に際して行脚中の巫女が舞う宗教芸能として扱われた。
奈良時代から平安時代にかけては遊女として芸能一般に従事する女性を指した呼称であったことが更級日記にて語られている。

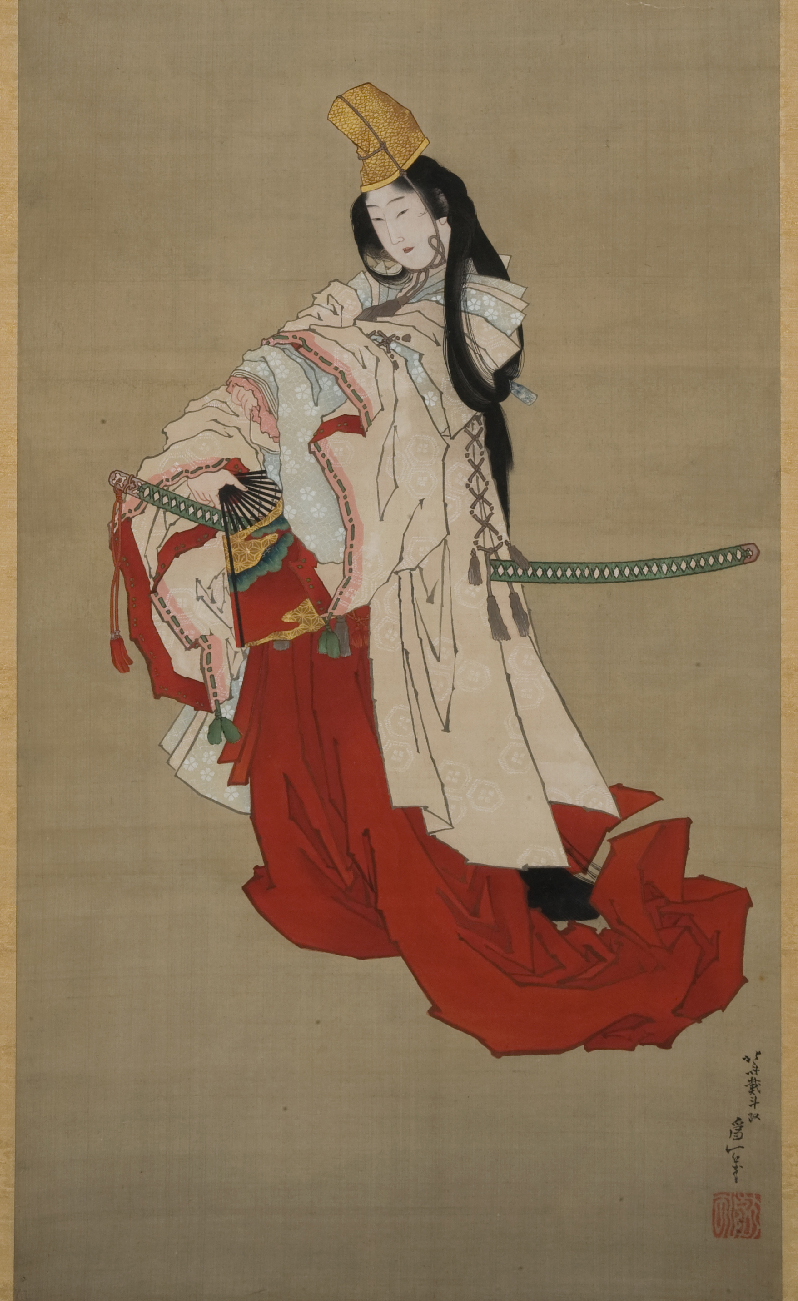
白拍子

平安時代末期から鎌倉時代にかけては白拍子などが有名である。『平家物語』巻ノ一「祗王」では「鳥羽院の時代に島の千歳（せんさい）、和歌の前という2人が舞いだしたのが白拍子の起こりである。初めは水干を身につけ、立烏帽子をかぶり、白鞘巻をさして舞ったので、男舞と呼んだ。途中で烏帽子、刀を除けて、水干だけを用いるようになって白拍子と名付けられた」と解説している。
身分制度の厳しかった江戸時代において、芸人は蔑まされる存在ではあったが、旅の制約のあった一般庶民と違い、旅芸人は関所手形を持っていなくても、芸を見せて芸人であることを証明できれば、関所を通過することができた。定住を基本とする共同体においては、旅芸人のような漂泊する者は異端であり、そうしたマレビトの来訪は、神であり乞食の来訪として、畏敬と侮蔑がない交ぜとなった感情を生じさせた。明治以降も旅芸人は季節の折節に村々に現れては芸能を見せ、日本人の暮らしの季節感を彩る存在だった。

## 旅芸人出身の芸人
- 美空ひばり - デビュー後の1947年から2年間、旅芸人の一座と全国を地方巡業した[8]。

## 旅芸人を描いた作品
- 旅芸人の記録
- 道 (1954年の映画)
- 浮草物語、浮草 (映画)（浮草物語のリメイク作品）
- 旅の重さ
- ごぜ 盲目の女旅芸人（1972年）
- 伊豆の踊子
- 家なき子
- 母をたずねて三千里
- ポルフィの長い旅
- バレエ「旅芸人」（1945年） - ローラン・プティ振付作品
- 道化師 (オペラ)
- 明日のナージャ
- 梅中軒鶯童『浪曲旅芸人』青蛙房、1965年。JP番号:65008234
- 最終試験くじら（2004年）